# Самптер (Вісконсин)
Самптер (англ. Sumpter) — місто (англ. town) в США, в окрузі Сок штату Вісконсин. Населення — 1055 осіб (2020).

## Демографія
Згідно з переписом 2010 року, у місті мешкала 1191 особа в 444 домогосподарствах у складі 295 родин. Було 515 помешкань
Расовий склад населення:
| - 73,8 % — білих - 1,2 % — корінних американців - 0,6 % — чорних або афроамериканців - 0,2 % — азіатів - 21,6 % — осіб інших рас |

До двох чи більше рас належало 2,7 %. Частка іспаномовних становила 32,7 % від усіх жителів.
За віковим діапазоном населення розподілялося таким чином: 30,1 % — особи молодші 18 років, 61,3 % — особи у віці 18—64 років, 8,6 % — особи у віці 65 років та старші. Медіана віку мешканця становила 32,9 року. На 100 осіб жіночої статі у місті припадало 110,1 чоловіків;  на 100 жінок у віці від 18 років та старших — 98,8 чоловіків також старших 18 років.
Середній дохід на одне домашнє господарство  становив 63 403 долари США (медіана — 51 167), а середній дохід на одну сім'ю — 72 241 долар (медіана — 61 635). Медіана доходів становила 40 625 доларів для чоловіків та 32 813 долари для жінок. За межею бідності перебувало 22,5 % осіб, у тому числі 36,5 % дітей у віці до 18 років та 9,4 % осіб у віці 65 років та старших.
Цивільне працевлаштоване населення становило 524 особи. Основні галузі зайнятості: виробництво — 24,8 %, освіта, охорона здоров'я та соціальна допомога — 12,4 %, сільське господарство, лісництво, риболовля — 11,6 %, мистецтво, розваги та відпочинок — 11,1 %.